# Sergio Monteiro
Sergio Monteiro (né le 12 février 1974 à Niterói, État de Rio de Janeiro) est un pianiste classique brésilien. 

## Biographie
Sergio Monteiro commence à étudier le piano à l'âge de quatre  ans et poursuit ensuite sa formation sous la direction de Myrian Dauelsberg à l'École nationale de musique de Rio de Janeiro, où il obtient le baccalauréat et la  maîtrise. En 2000, il reçoit une bourse du ministère de la Culture pour étudier à l'École de musique Eastman aux États-Unis, où il travaille sur son doctorat en arts musicaux de Nelita True. En 2003, il remporte le premier prix du concours international de piano Martha Argerich à Buenos Aires et il est invité à jouer avec le Philharmonic de Buenos Aires dirigé par Charles Dutoit au Théâtre Colón, ce qui lance sa carrière internationale. Après le concours, il est sélectionné comme l'un des cinq pianistes pour participer à l'Académie internationale de piano, au lac de Côme, en Italie, où il a la chance de travailler en étroite collaboration avec des professeurs tels que Claude Frank, Fou Ts'ong et Andreas Staier. Au cours des années en Europe, il joue notamment à la Philharmonie et au Konzerthaus de Berlin, à la Sala Palestrina de Rome, à l’ Académie Sibelius en Finlande, au Kremlin. À l’automne 2009, il est nommé chef du département de piano de l'École de musique Wanda Bass, à l'Université d'Oklahoma City, États-Unis, une école entièrement Steinway. 
Champion énergique de la musique brésilienne, Sergio Monteiro a été honoré par de nombreux compositeurs, l'invitant à donner en avant-première des compositions originales qui lui sont dédiées. 

La pianiste Martha Argerich déclare à son propos : 

« Sergio Monteiro est un artiste doté d'une créativité et d'une énergie extraordinaires. Lorsqu'il commence à jouer, la musique prend vie. Son amour pour la musique est très fort et passionné et la musique l'aime à son tour. Son pianisme est brillant, extrêmement généreux, inspiré et particulièrement intéressant. Je le recommande vivement et j’ai hâte de l’entendre jouer encore et encore. C’est une joie pure et très stimulante. »

## Discographie (sélection)
Depuis 2015, Sergio Monteiro a notamment enregistré chez Naxos les disques  de compositions de Henrique Oswald, Franz Liszt et Domenico Scarlatti (volumes 18 et 23 de l'intégrale du label Naxos) ainsi que de Félix Mendelssohn.